# (16970) 1998 VV2
(16970) 1998 VV2 est un objet de la ceinture principale d'astéroïdes extérieure de 25,310 km de diamètre découvert en 1998.

## Description
(16970) 1998 VV2 a été découvert le 10 novembre 1998 au Centre de recherches en géodynamique et astrométrie (CERGA), à Caussols en France, par le projet scientifique européen OCA-DLR Asteroid Survey (ODAS).

### Caractéristiques orbitales
L'orbite de cet astéroïde est caractérisée par un demi-grand axe de 3,97 UA, un périhélie de 3,52 UA, une excentricité de 0,11 et une inclinaison de 8,79° par rapport à l'écliptique. Du fait de ces caractéristiques, à savoir un demi-grand axe entre 3,2 et 4,6 UA, il est classé, selon la JPL Small-Body Database, comme objet de la ceinture principale d'astéroïdes extérieure.

### Caractéristiques physiques
(16970) 1998 VV2 a une magnitude absolue (H) de 11,8 et un albédo estimé à 0,063, ce qui permet de calculer un diamètre de 25,310 km. Ces résultats ont été obtenus grâce aux observations du Wide-Field Infrared Survey Explorer (WISE), un télescope spatial américain mis en orbite en 2009 et observant l'ensemble du ciel dans l'infrarouge, et publiés en 2012 dans un article regroupant les caractéristiques de 1 023 astéroïdes du groupe de Hilda.